# 卡洛·蒙蒂
卡洛·蒙蒂（義大利語：Carlo Monti，1920年3月24日—2016年4月7日），意大利男子田径运动员，主攻短跑。他曾代表意大利参加1948年夏季奥林匹克运动会田径比赛，获得男子4×100米接力铜牌。